# RESG Walsum
Il Roll-, Eis- und Sportgemeinschaft Walsum 1937 e. V. è un club tedesco di hockey su pista fondato nel 1937 ed avente sede a Duisburg nel land della Renania Settentrionale-Vestfalia.
Nella sua storia ha vinto 16 campionati nazionali e 4 Coppe di Germania.
La squadra disputa le proprie gare interne presso il Sporthalle Beckersloh, a Duisburg.

## Palmarès

### Titoli nazionali
20 trofei
- Campionato tedesco: 16 (Record)
  - 1949, 1952, 1953, 1954, 1971, 1972, 1973, 1974, 1975, 1981
  - 1985, 1987, 1989, 1990, 1991, 1998-99
- Coppa di Germania: 4
  - 1992-93, 1993-94, 1995-96, 2002-03